# Fritz Peterson
Fritz Peterson (Chicago, Illinois; 8 de febrero de 1942-11 de abril de 2024) fue un beisbolista estadounidense que jugó once temporadas con cuatro equipos en la MLB en la posición de pitcher y participó en un Juego de las Estrellas.

## Carrera

### Universidad
A nivel universitario jugó para los Northern Illinois Huskies a pesar de que tenía habilidades para el hockey sobre hielo, y los The New York Yankees contrataron a Peterson en 1963 como agente libre aficionado por su scout Lou Maguolo.

### Profesional
Luego de firmar con los Yankees, Peterson fue asignado a los Harlan Yankees de la Appalachian League. En 12 partidos (10 aperturas), tuvo récord de 4–3 con efectividad de 4.43; ponchó a 80 bateadores en 61 innings. A la ofensiva promedió .273 con un cuadrangular. En 1964 Peterson jugó con los Shelby Yankees de la Western Carolinas League, en 21 partidos tuvo un récord de 10–7 con efectividad de 2.73; 194 ponches en 155 innings. A la ofensiva bateó para .345 con cuatro cuadrangulares. En 1964 jugó béisbol invernal en la Florida East Coast Instructional League; su récord fue de 7–2 y efectividad de 1.68, ponchó a 45 en 59 innings.
En 1965 pasó a los Greensboro Yankees de la Carolina League, Peterson tuvo marca de 11–1 en 14 aperturas, efectividad de 1.50, 83 ponches en 108 innings. Luego sería movido al Columbus Confederate Yankees de Clase AA de la Southern League. Su récord fue de 5–5 con 2.18 de efectividad en 12 partidos con 62 ponches en 91 innings. Ahí el coach de lanzadores Cloyd Boyer ayudó a Peterson a convertirse en pitcher abridor.
Peterson fue invitado a los entrenamientos de primavera de los Yankees en 1966. El mánager de los Yankees Johnny Keane valoró alto a Peterson, ya que promediaba tres ponches por cada base por bola en las ligas menores. Con 24 años se convirtió en el segundo de la rotación de abridores de los Yankees.
Su debut en la MLB fue el viernes 15 de abril de 1966 ante los Baltimore Orioles. Ante 35,624 espectadores en el Memorial Stadium en Baltimore, Peterson lanzó un juego completo con tres ponches y los Yankees ganaron 3–2, con lo que Peterson ganó su primer partido como profesional. El futuro Salón de la Fama Frank Robinson le conectó un cuadrangular en la novena entrada, pero un elevado de Brooks Robinson al jardín izquierdo en dirección a Boog Powell dio la victoria  a los Yankees. El pitcher perdedor fue Wally Bunker. A los primeros bateadores que ponchó fueron Paul Blair, Andy Etchebarren y Bunker.
El New York Times publicó la noticia de su debut. En su temporada de novato Peterson terminó con récord de 12–11 en 32 inicios con los Yankees. Su efectividad fue de 3.31 ERA con 96 ponches en 215 innings. Empató con Mel Stottlemyre (12–20) como el líder del equipo en victorias. Los Yankees terminaron en último lugar de la Liga Americana con récord de 70–89 (.440). Keane sería reemplazado con Ralph Houk.
Peterson tuvo récord de 8–14 en 1967 (3.47 ERA y 102 ponches), 12–11 en 1968 (2.63 ERA y 115 ponches) y 17–16 en 1969 (2.55 ERA y 150 ponches). Tuvo la mejor temporada de su carrera en 1970 donde tuvo récord de 20–11 (2.90 ERA y 127 ponches). Su récord en 1971 fue de 15–13 (3.05 ERA y 130 ponches), 17–15 en 1972 (3.24 ERA y 100 ponches), y 8–15 en 1973 (3.95 ERA con 59 ponches). En 1969 y 1970 Peterson tuvo los mejores porcentajes en relación ponches-base por bola en la Liga Americana. Peterson también lideró la liga en el promedio de base por bola más bajo en 9 innings 5 años seguidos de 1968 a 1972. El último que lo había conseguido fue Cy Young. En 1970 y 1975 tuvo uno de los mejores 10 porcentajes de ganados y perdidos de la Liga Americana.
En sus nueve años con los Yankees Peterson tuvo un récord de 109–106, efectividad de 3.10 y 893 ponches. De 1969 a 1972 Peterson fue uno de los más exitosos lanzadores zurdos de todo el béisbol; solo Mike Cuellar, Mickey Lolich y Dave McNally ganaron más partidos en la Liga Americana que Peterson en esos cuatro años. Fue el noveno lugar en la lista histórica de los Yankees entre los abridores en entradas lanzadas.
Peterson nunca jugó postemporada con los Yankees. "El Mejor Mediocre," dijo Peterson luego de ser la generación que estuvo detrás de la de Mantle-Maris a mediados de los años 1960. "Patético y peor."
Peterson fue seleccionado al Juego de las Estrellas de 1970 por la Liga Americana. Cuando la Liga Americana tenía la ventaja 4–1 en la baja de la novena entrada cuando Catfish Hunter permitió un cuadrangular y dos sencillos. Con corredores en primera y segunda base, Peterson fue llamado por el mánager Earl Weaver para reemplazar a Hunter. El futuro Salón de la Fama Willie McCovey pegó un hit al jardín derecho, donde anotó Bud Harrelson y el futuro Salón de la Fama Joe Morgan se movió a tercera base. Luego el Yankee Stottlemyre reemplazó a Peterson.
La mecánica lanzadora de Peterson cambió en 1973 y 1974 y eso lo hizo sufrir, por lo que fue abucheado en cada estadio de béisbol de la Liga Americana donde iba. Los Yankees cambiaron a Peterson junto a Steve Kline, Fred Beene y Tom Buskey a los Cleveland Indians por Chris Chambliss, Dick Tidrow y Cecil Upshaw el 26 de abril de 1974. Peterson tuvo récord de 9–14 con los Indians en 1974, y 14–8 en 1975.
Luego de iniciar la temporada 0–3 con efectividad de 5.55 en nueve partidos, los Indians cambiaron a Peterson a los Texas Rangers por Stan Perzanowski mas dinero el 29 de mayo de 1976. Inició dos partidos con los Rangers con récord de 1–0 cuando una lesión en el hombro acabó con la temporada. Los Rangers lo liberaron el 2 de febrero de 1977. Dos semanas después fue contratado como agente libre por los Chicago White Sox. Luego de una segunda cirugía de hombro, Peterson anunció su retiro del béisbol el 4 de mayo de 1977.

## Cambios familiares
Peterson y el pitcher de los Yankees Mike Kekich intercambiaron esposas e hijos, un acuerdo anunciado en el entrenamiento de primavera de 1973. Las familias Peterson y Kekich tenían amistad desde 1969. Peterson y Susanne Kekich se mantuvieron casados, pero la relación entre Kekich y Marilyn Peterson no duró mucho. En junio los Yankees cambiaron a Kekich.

## Tras el retiro
Peterson pasó a ser comentarista deportivo para los New York Raiders de la World Hockey Association en la temporada de 1972–73. Luego, Peterson y Susanne Kekich se mudaron a las afueras de Chicago donde trabajó en el blackjack del Grand Victoria Casino en Elgin, Illinois. Jim Bouton discutió con Peterson sobre su libro de 1970 Ball Four, donde fue uno de los pocos beisbolistas y exjugador de Yankees que hablaron bien de Bouton.
Peterson publicó su primer libro, Mickey Mantle Is Going to Heaven en julio de 2009 con el fin de hablar de los viejos tiempos. Peterson fue el autor de The Art of De-Conditioning: Eating Your Way to Heaven.
Su tercer libro fue When the Yankees Were on the Fritz: Revisiting the Horace Clarke Era, haciendo una observación a los años de vacas flacas de los Yankee cuando el equipo dependía de la combinación de Peterson y Stottlemyre.
Peterson sufrió de cáncer de próstata en dos ocasiones. Era considerado "intensamente religioso, y un cristiano evangélico También era conocido como un bromista práctico, lo que lo hizo popular con sus compañeros de equipo por sus bromas. Una vez usó una carta falsa del Baseball Hall of Fame para preguntar a Moose Skowron si haría una donación luego de morir, y también usó una carta falsa con los Yankees preguntando a Clete Boyer si participaba en un concurso de tomar tragos contra Don Larsen y Graig Nettles.
Peterson fue un asistente regular al Yankees Fantasy Camp en Florida, y en el Yankees Old-Timers' Day en el Yankee Stadium.
El 23 de julio de 2018 Peterson anunció en su cuenta de Facebook que fue diagnosticado con Alzheimer meses atrás. Murió a causa de la enfermedad el 11 de abril de 2024 a los 82 años.